# Liste tödlich verunglückter Motorradrennfahrer
Die Liste tödlich verunglückter Motorradrennfahrer bietet einen Überblick über Unfälle, die sich während offizieller Motorradrennveranstaltungen oder Testfahrten ereignet haben. Außerdem sind auch sonstige tödliche Unglücke aufgeführt. Der Sterbetag muss nicht mit dem Renntag bzw. Unfalltag identisch sein.

## Bei Rennen oder im Training tödlich verunglückte Fahrer
Dieser Abschnitt führt diejenigen Fahrer auf, die bei einem Rennen oder Training unmittelbar tödlich verunglückt oder an den Folgen dieses Unfalls innerhalb der folgenden 30 Tage gestorben sind. Die „30-Tage-Frist“ ist an die Festlegungen für die statistische Erfassung der Verkehrstoten in den Mitgliedsländern der Europäischen Union angelehnt.
| Name                    | Nat.            | Alter      | Sterbedatum | Rennen                                           | Strecke                                | Anlass          | Maschine              | Klasse                                 |
| ----------------------- | --------------- | ---------- | ----------- | ------------------------------------------------ | -------------------------------------- | --------------- | --------------------- | -------------------------------------- |
| Carlo Maffeis           | Italiener       | 38         | 12.09.1921  | Gran Premio del Moto Club d’Italia               | Circuito della Fascia d’Oro            | Rennen          | Bianchi               | 500 cm³                                |
| Isacco Mariani          | Italiener       | 33         | 11.07.1925  | Circuito del Lario                               |                                        | Training        | Sunbeam               | 350 cm³                                |
| Domenico Malvisi        | Italiener       | 36 oder 37 | 19.03.1926  | Circuito Motociclistico del Volturno             | Circuito del Volturno                  | Training        | Moto Guzzi            | 500 cm³                                |
| Olindo Raggi            | Italiener       | 30         | 11.04.1926  | Motogiro d’Italia                                |                                        | Rennen          | A.J.S.                | 500 cm³                                |
| Archie Birkin           | Brite           | 22         | 07.06.1927  | Isle of Man TT                                   | Snaefell Mountain Course               | Training        | McEvoy                | 500 cm³                                |
| Rupert Karner           | Österreicher    | 31 oder 32 | 20.05.1928  | Ungarische TT                                    | Budapest                               | Rennen          | D.S.H.-MAG            | 350 cm³                                |
| Friedrich Messerschmidt | Deutscher       | 22         | 29.03.1929  | Eilenriederennen                                 | Eilenriede                             | Rennen          | unbekannt             |                                        |
| Edi Linser              | Österreicher    | 35         | 12.05.1929  | Österreichische TT                               | Wolfsgraben                            | Rennen          | Sunbeam               | 500 cm³                                |
| Emmerich Nagy           |                 | 24         | 09.06.1929  | Giesshübelrennen                                 |                                        | Rennen          | unbekannt             |                                        |
| Cecil Ashby             | Brite           | 32         | 10.06.1929  | Isle of Man TT                                   | Snaefell Mountain Course               | Rennen          | New Imperial          | 350 cm³                                |
| Karl Otto Stegmann      | Deutscher       | 28         | Mai 1930    | Bergrennen Zbraslav–Jíloviště                    |                                        | Training        | BMW                   | 750 cm³                                |
| Alfred Messerschmidt    | Deutscher       | 21         | 13.07.1931  | Großer Preis der Solitude                        | Solitude                               | Rennen          | BMW                   | Gespann (Fahrer)                       |
| Arno Zaspel             | Deutscher       | unbekannt  | 11.05.1931  | Grillenburger Dreiecksrennen                     | Grillenburger Dreieck                  | Training        | O.D.-J.A.P.           | Gespann (Fahrer)                       |
| Freddie Hicks           | Brite           | 29         | 19.06.1931  | Isle of Man TT                                   | Snaefell Mountain Course               | Rennen          | A.J.S.                | 350 cm³                                |
| Robert Jecker           | Deutscher       | 29         | 15.07.1932  | Großer Preis von Belgien                         | Spa-Francorchamps                      | Training        | NSU                   | 500 cm³                                |
| Bruno Quaglieni         | Italiener       | 31         | 15.07.1932  | Großer Preis von Belgien                         | Spa-Francorchamps                      | Training        | Moto Guzzi            | 250 cm³                                |
| Frank Longman           | Brite           | 39         | 14.06.1933  | Isle of Man TT                                   | Snaefell Mountain Course               | Rennen          | Excelsior             | 250 cm³                                |
| Robert Grégoire         | Belgier         | 30         | 21.07.1933  | Großer Preis von Belgien                         | Spa-Francorchamps                      | Training        | Saroléa               | 500 cm³                                |
| Syd Crabtree            | Brite           | 31         | 13.06.1934  | Isle of Man TT                                   | Snaefell Mountain Course               | Rennen          | Excelsior             | 250 cm³                                |
| Erich Hirth             | Deutscher       | unbekannt  | 28.06.1934  | Großer Preis von Deutschland                     | Badberg-Viereck                        | Training        | unbekannt             | 250 cm³                                |
| Erik Haps               | Belgier         | 24         | 01.07.1934  | Großer Preis von Deutschland                     | Badberg-Viereck                        | Rennen          | FN                    | 500 cm³                                |
| Gunnar Kalén            | Schwede         | 32         | 01.07.1934  | Großer Preis von Deutschland                     | Badberg-Viereck                        | Rennen          | Husqvarna             | 500 cm³                                |
| Pol Demeuter            | Belgier         | 30         | 02.07.1934  | Großer Preis von Deutschland                     | Badberg-Viereck                        | Rennen          | FN                    | 500 cm³                                |
| Arie van der Pluym      | Niederländer    | 28         | 15.07.1934  | Großer Preis von Belgien                         | Spa-Francorchamps                      | Rennen          | Husqvarna             | 500 cm³                                |
| Hans Witzel             | Deutscher       | 24         | 09.09.1934  | Feldbergrennen                                   | Feldbergring                           | Rennen          | Hercules              | Gespann (Beifahrer)                    |
| Toni Babl               | Deutscher       | 29         | 19.06.1936  | Eifelrennen                                      | Nürburgring-Nordschleife               | Training        | Douglas               | Gespann (Fahrer)                       |
| Hans Winkler            | Deutscher       | 38         | 19.07.1936  | Rund um Schotten                                 | Schottenring                           | Rennen          | DKW                   | 250 cm³                                |
| Albert Schneider        | Deutscher       | 36         | 30.08.1936  | Schauinsland-Bergrennen                          | Schauinsland                           | Training        | NSU                   | Gespann (Fahrer)                       |
| Josef Lohner            | Deutscher       | unbekannt  | 09.04.1937  | Eilenriederennen                                 | Eilenriede                             | Training        | NSU                   | Gespann (Fahrer)                       |
| Aldo Pigorini           | Italiener       | 29         | 26.07.1937  | Gran Premio Roma                                 | Rom                                    | Rennen          | Moto Guzzi            | 250 cm³                                |
| Jimmie Guthrie          | Brite           | 40         | 08.08.1937  | Großer Preis von Deutschland                     | Sachsenring                            | Rennen          | Norton                | 500 cm³                                |
| Karl Braun              | Deutscher       | 34         | 22.08.1937  | Schleizer Dreieckrennen                          | Schleizer Dreieck                      | Rennen          | DKW                   | Gespann (Fahrer)                       |
| Karl Gall               | Österreicher    | 37         | 13.06.1939  | Isle of Man TT                                   | Snaefell Mountain Course               | Training        | BMW                   | Senior (500 cm³)                       |
| Silvio Vailati          | Italiener       | 30 oder 31 | 26.05.1940  | II Circuito Motociclistico della Superba         | Genua                                  | Rennen          | Moto Guzzi            | 250 cm³                                |
| Gilbert de Rudder       | Belgier         | 34         | 18.07.1946  | Grand Prix du Zoute                              | Knokke-le-Zoute                        | Training        | unbekannt             |                                        |
| Martin Schneeweiss      | Österreicher    | 40         | 04.10.1947  |                                                  | Grazer Trabrennbahn                    | Rennen          | unbekannt             | Speedway                               |
| Omobono Tenni           | Italiener       | 42         | 01.07.1948  | Großer Preis der Schweiz                         | Bremgarten                             | Training        | Moto Guzzi            | 250 cm³                                |
| Herbert Drews           | Deutscher       | 41         | 19.01.1949  |                                                  | Hamburg-Langenhorn                     |                 | unbekannt             | Speedway                               |
| David Whitworth         | Brite           | 45 oder 46 | 03.07.1950  | Großer Preis von Belgien                         | Spa-Francorchamps                      | Rennen          | Velocette             | 350 cm³                                |
| Guido Leoni             | Italiener       | 35         | 06.05.1951  | Italienische Straßenmeisterschaft                | Circuito di Ferrara                    | Rennen          | F.B Mondial           | 125 cm³                                |
| Raffaele Alberti        | Italiener       | 43         | 06.05.1951  | Italienische Straßenmeisterschaft                | Circuito di Ferrara                    | Rennen          | F.B Mondial           | 125 cm³                                |
| Claudio Mastellari      | Italiener       | 36         | 13.07.1951  | Rund um Schotten                                 | Schottenring                           | Training        | Moto Guzzi            |                                        |
| Dario Ambrosini         | Italiener       | 32         | 14.07.1951  | Großer Preis von Frankreich                      | Albi                                   | Training        | Benelli               | 250 cm³                                |
| Kurt Prätorius          | Deutscher       | unbekannt  | 15.07.1951  | Rund um Schotten                                 | Schottenring                           | Rennen          | BMW                   | Gespann (Beifahrer)                    |
| Gianni Leoni            | Italiener       | 36         | 15.08.1951  | Ulster Grand Prix                                | Clady Circuit                          | Training        | Moto Guzzi            | 250 cm³                                |
| Sante Geminiani         | Italiener       | 31         | 15.08.1951  | Ulster Grand Prix                                | Clady Circuit                          | Training        | Moto Guzzi            | 250 cm³                                |
| Frank Fry               | Brite           | 35         | 06.06.1952  | Isle of Man TT                                   | Snaefell Mountain Course               | Training        | Norton                | 500 cm³                                |
| Horst-Wilhelm Herrmann  | Deutscher       | 26         | 14.06.1952  | Feldbergrennen                                   | Feldbergring                           | Rennen          | Norton                | 500 cm³                                |
| Lous van Rijswijk       | Niederländer    | 33         | 11.07.1952  | Rund um Schotten                                 | Schottenring                           | Training        | Norton Manx           | 500 cm³                                |
| Gotthilf Gehring        | Deutscher       | 26         | 10.05.1953  | Rhein-Pokal                                      | Hockenheimring                         | Rennen          | Moto Guzzi            | 250 cm³                                |
| Ercole Frigerio         | Italiener       | 34         | 18.05.1953  | Großer Preis der Schweiz                         | Bremgarten                             | Rennen          | Gilera                | Gespann (Fahrer)                       |
| Leslie Graham           | Brite           | 41         | 12.06.1953  | Isle of Man TT                                   | Snaefell Mountain Course               | Rennen          | MV Agusta             | Senior (500 cm³)                       |
| Ernie Ring              | Australier      | 24 oder 25 | 05.07.1953  | Großer Preis von Belgien                         | Spa-Francorchamps                      | Rennen          | A.J.S.                | 500 cm³                                |
| Gordon Laing            | Australier      | 25         | 04.07.1954  | Großer Preis von Belgien                         | Spa-Francorchamps                      | Rennen          | Norton                | 350 cm³                                |
| Dennis Lashmar          | Brite           | 26 oder 27 | 25.07.1954  | Großer Preis von Deutschland                     | Solitude                               | Rennen          | BSA                   | 500 cm³                                |
| Rupert Hollaus          | Österreicher    | 23         | 11.09.1954  | Großer Preis der Nationen                        | Monza                                  | Training        | NSU                   | 125 cm³                                |
| Ray Amm                 | Rhodesier       | 27         | 11.04.1955  | Coppa d’Oro Shell                                | Imola                                  | Rennen          | MV Agusta             | 350 cm³                                |
| Giuseppe Lattanzi       | Italiener       | 31         | 19.06.1955  | Milano–Taranto                                   | bei Ancona                             | Rennen          | F.B Mondial           |                                        |
| Marcel Masuy            | Belgier         | 46         | 31.07.1955  | Italienische Straßenmeisterschaft                | Senigallia                             |                 | Norton                | Gespann (Fahrer)                       |
| Karl Remmert            | Deutscher       | 31         | 20.04.1956  | Testfahrt                                        | Hockenheimring                         | Testfahrt       | BMW                   | Gespann (Beifahrer)                    |
| Fergus Anderson         | Brite           | 47         | 06.05.1956  | Circuit de Floreffe                              | Floreffe                               | Rennen          | BMW                   | 500 cm³                                |
| Fritz Dirtl             | Österreicher    | 28         | 10.06.1956  | Speedway-Einzel-Weltmeisterschaft                | Trabrennbahn Oberhausen                | Rennen          | Puch                  | Speedway                               |
| Eddie Grant             | Südafrikaner    | 31         | 05.08.1956  | 5ème Circuit de Villefranche-de-Rouergue         | France                                 | Rennen          | Norton                | 350 cm³                                |
| Gianni Degli Antoni     | Italiener       | 25         | 07.08.1956  | Testfahrt                                        | Monza                                  | Testfahrt       | Ducati                | 125 cm³                                |
| Derek Ennett            | Brite           | 24         | 09.08.1956  | Ulster Grand Prix                                | Dundrod                                |                 | Moto Guzzi            | 350 cm³                                |
| Hans Baltisberger       | Deutscher       | 33         | 26.08.1956  | Großer Preis der Tschechoslowakei                | Masaryk-Ring                           | Rennen          | NSU                   | 250 cm³                                |
| Lo Simons               | Niederländer    | 46         | 23.09.1956  | Skåneloppet                                      | Kristianstad                           | Rennen          | F.B Mondial           | 125 cm³                                |
| Josef Knebel            | Deutscher       | 25         | 26.06.1957  | Dutch TT                                         | Assen                                  | Training        | BMW                   | Gespann (Fahrer)                       |
| Roberto Colombo         | Italiener       | 30         | 06.07.1957  | Großer Preis von Belgien                         | Spa-Francorchamps                      | Training        | MV Agusta             | 350 cm³                                |
| Fritz Hillebrand        | Deutscher       | 39         | 24.08.1957  | Großer Preis von Bilbao                          | Deusto                                 | Training        | BMW                   | Gespann (Fahrer)                       |
| Keith Campbell          | Australier      | 27         | 13.07.1958  | Grand Prix de Cadours                            | Cadours                                | Rennen          | Norton                | 500 cm³                                |
| Jacques Drion           | Franzose        | 37         | 24.08.1958  | Großer Preis der Tschechoslowakei                | Masaryk-Ring                           | Rennen          | Norton                | Gespann (Fahrer)                       |
| Inge Stoll              | Deutscher       | 28         | 24.08.1958  | Großer Preis der Tschechoslowakei                | Masaryk-Ring                           | Rennen          | Norton                | Gespann (Fahrer)                       |
| Harry Hinton            | Australier      | 26         | 27.04.1959  | Coppa d’Oro Shell                                | Imola                                  | Rennen          | Norton                | 500 cm³                                |
| Adolfo Covi             | Italiener       | 27         | 06.09.1959  | Großer Preis der Nationen                        | Monza                                  | Rennen          | Norton                | 500 cm³                                |
| Dave Chadwick           | Brite           | 29         | 15.05.1960  | Mettet International Road Races                  | Mettet                                 | Rennen          | Norton                | 500 cm³                                |
| René Baeten             | Belgier         | 32         | 05.06.1960  | International Moto Cross of the Gelaagputten     | Gelaagputten                           | Rennen          | Matchless             | Motocross                              |
| Bob Brown               | Australier      | 30         | 23.07.1960  | Großer Preis von Deutschland                     | Solitude                               | Training        | Honda                 | 250 cm³                                |
| Alfred Wohlgemuth       | Deutscher       | 31 oder 32 | 30.04.1961  | Eifelrennen                                      | Nürburgring-Südschleife                | Rennen          | BMW                   | Gespann (Beifahrer)                    |
| Dickie Dale             | Brite           | 34         | 30.04.1961  | Eifelrennen                                      | Nürburgring-Südschleife                | Rennen          | Norton                | 500 cm³                                |
| Hilmar Cecco            | Deutscher       | 24         | 12.05.1961  | Gran Premio Città di Modena                      | Modena                                 | Rennen          | BMW                   | Gespann (Beifahrer)                    |
| Ralph Rensen            | Brite           | 28         | 16.06.1961  | Isle of Man TT                                   | Snaefell Mountain Course               | Rennen          | Norton                | 500 cm³                                |
| František Boček         | Tschechoslowake | 34         | 21.07.1969  | Großer Preis der Tschechoslowakei                | Masaryk-Ring                           | Rennen          | Jawa                  | 350 cm³                                |
| Ron Miles               | Australier      | 31         | 09.08.1961  | Ulster Grand Prix                                | Dundrod                                | Training        | Norton                | 350 cm³                                |
| Tom Phillis             | Australier      | 28         | 06.06.1962  | Isle of Man TT                                   | Snaefell Mountain Course               | Rennen          | Honda                 | Junior (350 cm³)                       |
| Bob McIntyre            | Brite           | 33         | 15.08.1962  | Britische Straßenmeisterschaft                   | Oulton Park                            | Rennen          | Matchless             | 500 cm³                                |
| Peter Craven            | Brite           | 29         | 24.09.1963  | Speedway National                                | Meadowbank Stadium                     | Rennen          | unbekannt             | Speedway                               |
| Roland Föll             | Deutscher       | 28         | 27.06.1964  | Dutch TT                                         | Assen                                  | Training        | Honda                 | 125 cm³                                |
| Karl Recktenwald        | Deutscher       | 33         | 19.07.1964  | Großer Preis von Deutschland                     | Solitude                               | Rennen          | Norton                | 500 cm³                                |
| Vernon Cottle           | Brite           | 38         | 06.09.1964  | Großer Preis von Finnland                        | Imatra                                 | Training        | A.J.S.                | 350 cm³                                |
| Ramón Torras            | Spanier         | 22         | 30.05.1965  | Trofeo Brisamar del Moto Club Vendrell           | Comarruga                              | Rennen          | Bultaco               | 125 cm³                                |
| Florian Camathias       | Schweizer       | 41         | 10.10.1965  |                                                  | Brands Hatch                           | Rennen          | BMW                   | Gespann (Fahrer)                       |
| Fritz Scheidegger       | Schweizer       | 36         | 26.03.1967  | Mallory Park Race of the Year                    | Mallory Park                           | Rennen          | BMW                   | Gespann (Fahrer)                       |
| Johann Attenberger      | Deutscher       | 32         | 07.07.1968  | Großer Preis von Belgien                         | Spa-Francorchamps                      | Rennen          | BMW                   | Gespann (Fahrer)                       |
| Josef Schillinger       | Deutscher       | 28         | 07.07.1968  | Großer Preis von Belgien                         | Spa-Francorchamps                      | Rennen          | BMW                   | Gespann (Beifahrer)                    |
| John Hartle             | Brite           | 34         | 31.08.1968  |                                                  | Oliver’s Mount                         | Rennen          | Métisse               | 500 cm³                                |
| Hans Weber              | DDR             | 28         | 24.05.1969  | Enduro-Europameisterschaft                       | Jilemnice                              | Rennen          | MZ                    | Enduro                                 |
| Bill Ivy                | Brite           | 26         | 12.07.1969  | Großer Preis der DDR                             | Sachsenring                            | Training        | Jawa                  | 350 cm³                                |
| Robin Fitton            | Brite           | 42         | 02.05.1970  | Großer Preis von Deutschland                     | Nürburgring-Nordschleife               | Training        | Norton                | 350 cm³                                |
| Santiago Herrero        | Spanier         | 28         | 10.06.1970  | Isle of Man TT                                   | Snaefell Mountain Course               | Rennen          | OSSA                  | 250 cm³                                |
| Brian Steenson          | Brite           | 23         | 17.06.1970  | Isle of Man TT                                   | Snaefell Mountain Course               | Rennen          | Seeley                | 500 cm³                                |
| Angelo Bergamonti       | Italiener       | 32         | 04.04.1971  | Italienische Straßenmeisterschaft                | Riccione                               | Rennen          | MV Agusta             | 350 cm³                                |
| Ferdi Kaczor            | Deutscher       | 29         | 20.06.1970  | –                                                | Ziersdorf                              | Training        | Yamaha                | 350 cm³                                |
| Christian Ravel         | Franzose        | 22         | 04.07.1971  | Großer Preis von Belgien                         | Spa-Francorchamps                      | Rennen          | Kawasaki H1R          | 500 cm³                                |
| Günter Bartusch         | DDR             | 28         | 08.07.1971  | Großer Preis der DDR                             | Sachsenring                            | Training        | MZ                    | 350 cm³                                |
| Otello Buscherini       | Italiener       | 27         | 16.05.1972  | Großer Preis der Nationen                        | Mugello                                | Rennen          | Yamaha                | 250 cm³                                |
| Gilberto Parlotti       | Italiener       | 31         | 09.06.1972  | Isle of Man TT                                   | Snaefell Mountain Course               | Rennen          | Morbidelli            | 125 cm³                                |
| Hans-Jürgen Cusnik      | Deutscher       | 22         | 16.07.1972  | Großer Preis der Tschechoslowakei                | Masaryk-Ring                           | Rennen          | BMW                   | Gespann (Beifahrer)                    |
| Renzo Pasolini          | Italiener       | 33         | 20.05.1973  | Großer Preis der Nationen                        | Monza                                  | Rennen          | Harley-Davidson       | 250 cm³                                |
| Jarno Saarinen          | Finne           | 27         | 20.05.1973  | Großer Preis der Nationen                        | Monza                                  | Rennen          | Yamaha                | 250 cm³                                |
| Kim Newcombe            | Neuseeländer    | 29         | 14.08.1973  | 750-cm³-Preis der FIM                            | Silverstone                            | Rennen          | König                 | Formel 750                             |
| Cal Rayborn             | US-Amerikaner   | 33         | 29.12.1973  | New Zealand Motorcycle Road Race Series          | Pukekohe                               | Rennen          | Suzuki                | 500 cm³                                |
| Werner Giger            | Schweizer       | 25         | 30.07.1974  | Rahmenrennen zum 750-cm³-Preis der FIM           | Hämeenlinna                            | Training        | Yamaha                | 250 cm³                                |
| Billie Nelson           | Brite           | 33         | 08.09.1974  | Großer Preis von Jugoslawien                     | Opatija                                |                 | Yamaha                | 250 cm³                                |
| Peter McKinley          | Brite           | 26         | 29.05.1975  | Isle of Man TT                                   | Snaefell Mountain Course               | Training        | Yamaha                | 750 cm³                                |
| Rolf Thiele             | Deutscher       | 23         | 28.06.1975  | Dutch TT                                         | Assen                                  | Rennen          | Yamaha                | 250 cm³                                |
| Gerhard Thurow          | Deutscher       | 41         | 11.04.1976  | International Olof Races                         | Beekse Bergen                          |                 | Kreidler              | 50 cm³                                 |
| Paolo Tordi             | Italiener       | 27         | 16.05.1976  | Großer Preis der Nationen                        | Mugello                                | Rennen          | Yamaha                | 350 cm³                                |
| Imerio Testori          | Italiener       | 25         | 22.05.1976  | Testfahrt                                        | Valli Bergamasche                      | Testfahrt       | KTM                   | Enduro                                 |
| Franz Kunz              | Schweizer       | 24         | 18.04.1977  | Rahmenrennen des Moto-Journal 200                | Le Castellet                           | Training        | unbekannt             | 250 cm³                                |
| Pat Evans               | US-Amerikaner   | 21         | 06.04.1977  | 200-Meilen-Rennen von Imola                      | Imola                                  | Training        | Yamaha                |                                        |
| Hans Stadelmann         | Schweizer       | 35         | 01.05.1977  | Großer Preis von Österreich                      | Salzburgring                           | Rennen          | Yamaha                | 350 cm³                                |
| Ulrich Graf             | Schweizer       | 32         | 19.06.1977  | Großer Preis von Jugoslawien                     | Opatija                                | Rennen          | Kreidler              | 50 cm³                                 |
| Geoff Barry             | Brite           | 32         | 25.06.1977  | Killinchy 150                                    | Dundrod                                | Rennen          | Yamaha                | 750 cm³                                |
| Giovanni Ziggiotto      | Italiener       | 22         | 29.06.1977  | Großer Preis von Jugoslawien                     | Opatija                                | Training        | Harley-Davidson       | 250 cm³                                |
| Helmut Schilling        | Deutscher       | 33 oder 34 | 1977        | Ratisbona-Bergrennen                             |                                        | Training        | ARO                   | Gespann (Fahrer)                       |
| Malcolm Hobson          | Brite           | 47         | 05.06.1978  | Isle of Man TT                                   | Snaefell Mountain Course               | Rennen          | Ham-Yam               | Gespann (Fahrer)                       |
| Ernst Trachsel          | Schweizer       | 34         | 05.06.1978  | Isle of Man TT                                   | Snaefell Mountain Course               | Rennen          | TTM-Suzuki            | Gespann (Fahrer)                       |
| John Williams           | Brite           | 32         | 12.08.1978  | Ulster Grand Prix                                | Dundrod                                | Training        | Moto Guzzi            | 750 cm³                                |
| Patrice Dodin           | Franzose        | 27         | 10.01.1979  | Rallye Dakar                                     |                                        | Rennen          | Yamaha XT 500         | Rallye Raid                            |
| Tom Herron              | Brite           | 30         | 26.05.1979  | Ulster Grand Prix                                | Dundrod                                | Rennen          | Suzuki                | 1000 cm³                               |
| Olivier Chevallier      | Franzose        | 31         | 06.04.1980  | Moto Journal 200                                 | Le Castellet                           | Rennen          | unbekannt             |                                        |
| Mervyn Robinson         | Nordire         | 31         | 10.05.1980  | Ulster Grand Prix                                | Dundrod                                | Rennen          | Yamaha                | 500 cm³                                |
| Patrick Pons            | Franzose        | 27         | 12.08.1980  | Großer Preis von Großbritannien                  | Silverstone                            | Rennen          | Yamaha                | 500 cm³                                |
| Michel Rougerie         | Franzose        | 31         | 31.05.1981  | Großer Preis von Jugoslawien                     | Rijeka                                 | Rennen          | Yamaha                | 350 cm³                                |
| Kenny Blake             | Australier      | 32         | 09.06.1981  | Isle of Man TT                                   | Snaefell Mountain Course               | Rennen          | Yamaha                | Senior                                 |
| Sauro Pazzaglia         | Italiener       | 27         | 14.07.1981  | Großer Preis von San Marino                      | Imola                                  | Training        | MBA                   | 250 cm³                                |
| Dave Potter             | Brite           | 31         | 18.09.1981  | British Superbike Championship                   | Oulton Park                            | Rennen          | Yamaha                | Superbike                              |
| Gastón Biscia           | Uruguayer       | 41         | 22.09.1981  | Spanische Straßenmeisterschaft                   | Jarama                                 | Rennen          | Bultaco               | 250 cm³                                |
| John Newbold            | Brite           | 29         | 15.05.1982  | North West 200                                   | Coleraine                              | Rennen          | Suzuki                | Superbike                              |
| Jock Taylor             | Brite           | 28         | 15.08.1982  | Großer Preis von Finnland                        | Imatra                                 | Rennen          | Windle-Yamaha         | Gespann (Fahrer)                       |
| Iwao Ishikawa           | Japaner         | 27         | 29.03.1983  | Großer Preis von Frankreich                      | Le Mans                                | Training        | Suzuki                | 500 cm³                                |
| Michel Frutschi         | Schweizer       | 30         | 03.04.1983  | Großer Preis von Frankreich                      | Le Mans                                | Rennen          | Honda                 | 500 cm³                                |
| Guido Paci              | Italiener       | 33         | 10.04.1983  | 200-Meilen-Rennen von Imola                      | Imola                                  |                 | Honda                 |                                        |
| Norman Brown            | Brite           | 24         | 31.07.1983  | Großer Preis von Großbritannien                  | Silverstone                            | Rennen          | Suzuki                | 500 cm³                                |
| Peter Huber             | Schweizer       | 29         | 31.07.1983  | Großer Preis von Großbritannien                  | Silverstone                            | Rennen          | Suzuki                | 500 cm³                                |
| Jack Middelburg         | Niederländer    | 31         | 03.04.1984  | Niederländische Straßenmeisterschaft             | Tolbert                                | Rennen          | Honda                 | 500 cm³                                |
| Kevin Wrettom           | Brite           | 28         | 12.07.1984  | Großer Preis von Belgien                         | Spa-Francorchamps                      | Training        | Suzuki                | 500 cm³                                |
| Lorenzo Ghiselli        | Italiener       | 31         | 29.07.1985  | 200-Meilen-Rennen von Imola                      | Imola                                  | Rennen          | Suzuki                | 500 cm³                                |
| János Drapál            | Ungar           | 37         | 11.08.1985  | Cena Slovenska                                   | Piešťany                               | Rennen          | Yamaha                | 250 cm³                                |
| Mark Salle              | Brite           | 28         | 20.10.1985  |                                                  | Brands Hatch                           | Rennen          | unbekannt             |                                        |
| Neil Robinson           | Brite           | 23         | 13.09.1986  |                                                  | Oliver’s Mount                         | Training        | Suzuki                |                                        |
| Klaus Klein             | Deutscher       | 33         | 15.08.1987  | Ulster Grand Prix                                | Dundrod                                | Rennen          | Bimota-Yamaha         | TT-F1                                  |
| Brian Warburton         | Brite           | 57         | 04.06.1988  | Isle of Man TT                                   | Snaefell Mountain Course               | Rennen          | Honda                 | Production Class C                     |
| Kenny Irons             | Brite           | 27         | 26.06.1988  |                                                  | Cadwell Park                           | Aufwärmrunde    | unbekannt             |                                        |
| Alfred Heck             | Deutscher       | 43         | 21.07.1988  | Großer Preis von Frankreich                      | Le Castellet                           | Training        | LCR                   | Gespann (Fahrer)                       |
| Iván Palazzese          | Venezolaner     | 27         | 28.05.1989  | Großer Preis von Deutschland                     | Hockenheimring                         | Rennen          | Aprilia               | 250 cm³                                |
| Bernhard Findeisen      | Deutscher       | unbekannt  | 08.07.1990  | Internationales Sachsenring-Rennen               | Sachsenring                            | Rennen          | Yamaha                | 250 cm³                                |
| Phil Mellor             | Brite           | 35         | 07.06.1989  | Isle of Man TT                                   | Snaefell Mountain Course               | Rennen          | Suzuki                | Production TT                          |
| Fernando Cerdera        | Argentinier     | unbekannt  | August 1990 | Federación Argentina de Motociclismo - Maximotos | Buenos Aires                           | Rennen          | Bimota-Kawasaki       | über 1000 cm³                          |
| Gerold Fischer          | Deutscher       | 32         | 19.08.1990  | Volksfest-Rennen                                 | St. Wendel                             | Rennen          | Honda                 | 500 cm³                                |
| Gilles Lalay            | Franzose        | 29         | 07.01.1992  | Rallye Dakar                                     |                                        | Rennen          | Yamaha                | Rallye Raid                            |
| Manfred Stengl          | Österreicher    | 46         | 06.06.1992  | Isle of Man TT                                   | Snaefell Mountain Course               | Rennen          | Suzuki                | TT-F1                                  |
| Klaus Liegibel          | Deutscher       | 31 oder 32 | 15.08.1992  | Volksfest-Rennen                                 | St. Wendel                             | Rennen          | Suzuki GSX-R 750      | Superbike                              |
| Noboyuki Wakai          | Japaner         | 25         | 02.05.1993  | Großer Preis von Spanien                         | Jerez                                  | Training        | Suzuki                | 250 cm³                                |
| Mark Farmer             | Brite           | 30         | 02.06.1994  | Isle of Man TT                                   | Snaefell Mountain Course               | Training        | Britten               | 1000 cm³                               |
| Yasutomo Nagai          | Japaner         | 29         | 13.09.1995  | Superbike-Weltmeisterschaft                      | Assen                                  | Rennen          | Yamaha                | Superbike                              |
| Robert Holden           | Brite           | 37         | 31.05.1996  | Isle of Man TT                                   | Snaefell Mountain Course               | Training        | Ducati 916            | 1000 cm³                               |
| Roger Reiman            | US-Amerikaner   | 58         | 04.03.1997  | BMW Battle of The Legends                        | Daytona                                | Training        | unbekannt             |                                        |
| Jean-Marc Fresc         | Franzose        | 43         | 14.06.1997  | ISRA Eurocup                                     | Rijeka                                 | Rennen          | LCR                   | Gespann (Beifahrer)                    |
| Brett MacLeod           | Südafrikaner    | 23         | 28.03.1999  | Supersport-Weltmeisterschaft                     | Kyalami                                | Rennen          | Suzuki                | Supersport                             |
| Michaël Paquay          | Belgier         | 26         | 07.05.1998  | Supersport-Weltmeisterschaft                     | Monza                                  | Training        | Honda                 | Supersport                             |
| Donnie Robinson         | Brite           | 45         | 13.05.1999  | North West 200                                   | Coleraine                              | Training        | unbekannt             | 125 cm³                                |
| Naoto Ogura             | Japaner         | unbekannt  | 07.03.2000  | Testfahrt                                        | Suzuka                                 | Testfahrt       | Suzuki                |                                        |
| Joey Dunlop             | Nordire         | 48         | 02.07.2000  |                                                  | Pirita-Kose-Kloostrimetsa              | Rennen          | Honda                 | 125 cm³                                |
| Daijirō Katō            | Japaner         | 26         | 19.04.2003  | Großer Preis von Japan                           | Suzuka                                 | Rennen          | Honda RC211V          | MotoGP                                 |
| David Jefferies         | Brite           | 30         | 29.05.2003  | Isle of Man TT                                   | Snaefell Mountain Course               | Training        | Suzuki                | TT-F1                                  |
| Kirk McCarthy           | Australier      | 35         | 15.04.2004  | Australian Superbike Championship                | Queensland Raceway                     | Rennen          | Suzuki                |                                        |
| Swen Enderlein          | Deutscher       | 26         | 15.09.2004  | 79. Internationale Sechstagefahrt                | Miedziana Góra                         | Rennen          | KTM                   | Enduro                                 |
| Jürgen Oelschläger      | Deutscher       | 34         | 26.09.2004  | Deutsche Straßenmeisterschaft                    | Motorsport Arena Oschersleben          | Rennen          | Honda                 | Superbike                              |
| Richard Sainct          | Franzose        | 34         | 29.09.2004  | Pharaonen-Rallye                                 |                                        | Rennen          | KTM                   | Rallye Raid                            |
| Fabrizio Meoni          | Italiener       | 47         | 11.01.2005  | Rallye Dakar                                     |                                        | Rennen          | KTM                   | Rallye Raid                            |
| Richard Britton         | Ire             | 34         | 18.09.2005  | Ballybunion Motorcycle Road Race                 | Ballybunion                            | Rennen          | Honda                 | 250 cm³                                |
| Bruno Bonhuil           | Franzose        | 45         | 19.11.2005  | Macau Grand Prix                                 | Guia Circuit                           | Rennen          | Suzuki                | Superbike                              |
| Andy Caldecott          | Australier      | 41         | 09.01.2006  | Rallye Dakar                                     |                                        | Rennen          | KTM                   | Rallye Raid                            |
| Jun Maeda               | Japaner         | 38         | 06.06.2006  | Isle of Man TT                                   | Snaefell Mountain Course               | Training        | Honda CBR1000RR       | Superstock                             |
| Darran Lindsay          | Ire             | 34         | 09.09.2006  | Killalane Road Races                             | Killalane Circuit                      | Training        | unbekannt             | Supersport                             |
| Eduard Stöllinger       | Österreicher    | 57         | 16.09.2006  | Oldtimer Grand Prix Schwanenstadt                | Schwanenstadt-Pitzenberg               | Training        | Yamaha                |                                        |
| Elmer Symons            | Südafrikaner    | 29         | 09.01.2007  | Rallye Dakar                                     |                                        | Rennen          | KTM                   | Rallye Raid                            |
| Éric Aubijoux           | Franzose        | 42         | 20.01.2007  | Rallye Dakar                                     |                                        | Rennen          | unbekannt             | Rallye Raid                            |
| Ollie Bridewell         | Brite           | 21         | 20.07.2007  | British Superbike Championship                   | Mallory Park                           | Training        | Suzuki                | Superbike                              |
| Sinan Sofuoğlu          | Türke           | 25         | 03.05.2008  | Türkische Straßenmeisterschaft                   | Körfez                                 | Rennen          | Yamaha                |                                        |
| Martin Finnegan         | Brite           | 28         | 09.05.2008  | Tandragee 100                                    | Tandragee                              | Rennen          | Yamaha                | Supersport                             |
| Robert Dunlop           | Nordire         | 47         | 15.05.2008  | North West 200                                   | Coleraine                              | Training        | Honda                 | 250 cm³                                |
| Craig Jones             | Brite           | 23         | 04.08.2008  | Supersport-Weltmeisterschaft                     | Brands Hatch                           | Rennen          | Honda                 | Supersport                             |
| Steve Norbury           | Brite           | 38         | 07.09.2008  | Deutsche Straßenmeisterschaft                    | Hockenheimring                         | Rennen          | Shelbourne-Yamaha     | Gespann (Fahrer)                       |
| Vincent Kinchin         | Brite           | 42         | 23.05.2010  | 90. Teterower Bergringrennen                     | Teterower Bergring                     | Rennen          | GM-Nu Trak Special    | Bahnsport                              |
| Paul Dobbs              | Neuseeländer    | 39         | 10.06.2010  | Isle of Man TT                                   | Snaefell Mountain Course               | Rennen          | Suzuki                | Supersport                             |
| Martin Loicht           | Österreicher    | 48         | 10.06.2010  | Isle of Man TT                                   | Snaefell Mountain Course               | Rennen          | Honda CBR600RR        | Supersport                             |
| Peter Lenz              | US-Amerikaner   | 13         | 29.08.2010  | USGPRU 125 Grand Prix National Championship      | Indianapolis                           | Aufwärmtraining | Honda                 | 125 cm³                                |
| Shōya Tomizawa          | Japaner         | 19         | 05.09.2010  | Großer Preis von San Marino                      | Misano                                 | Rennen          | Suter                 | Moto2                                  |
| Marco Simoncelli        | Italiener       | 24         | 23.10.2011  | Großer Preis von Malaysia                        | Sepang                                 | Rennen          | Honda RC212V          | MotoGP                                 |
| Mika Ahola              | Finne           | 37         | 15.01.2012  |                                                  |                                        | Testfahrt       | unbekannt             | Enduro                                 |
| Lee Richardson          | Brite           | 33         | 13.05.2012  | 100 ACU Star Championship                        |                                        | Rennen          | unbekannt             | Speedway                               |
| Mark Buckley            | Brite           | 35         | 20.05.2012  | North West 200                                   | Portstewart                            | Rennen          | unbekannt             | Superstock                             |
| Luís Carreira           | Portugiese      | 35         | 15.11.2012  | Macau Grand Prix                                 | Guia Circuit                           | Training        | Suzuki                | Superbike                              |
| Eigo Satō               | Japaner         | 34         | 27.02.2013  |                                                  |                                        | Training        | unbekannt             | Motocross                              |
| Yoshinari Matsushita    | Japaner         | 43         | 28.05.2013  | Isle of Man TT                                   | Snaefell Mountain Course               | Training        | Suzuki                | Supersport                             |
| Andrea Antonelli        | Italiener       | 25         | 21.07.2013  | Supersport-Weltmeisterschaft                     | Moscow Raceway                         | Rennen          | Kawasaki ZX-6R        | Supersport                             |
| Sandor Pohl             | Deutscher       | 45         | 04.08.2013  | Seitenwagen-Weltmeisterschaft                    | TT Circuit Assen                       | Rennen          | LCR-Suzuki            | Gespann (Beifahrer)                    |
| Karl-Heinz Kalbfell     | Deutscher       | 63         | 17.08.2013  | Lansdowne Classic Series                         | Brands Hatch                           | Training        | Matchless G 50        | WRR Lansdowne Cup Championship 500 cm³ |
| Kurt Caselli            | US-Amerikaner   | 30         | 14.11.2013  | Baja 1000                                        |                                        | Rennen          | KTM                   |                                        |
| Doriano Romboni         | Italiener       | 44         | 30.11.2013  | SicDay                                           | Latina                                 | Training        | unbekannt             | Supermoto                              |
| Simon Andrews           | Brite           | 29         | 19.05.2014  | North West 200                                   | Portrush                               | Rennen          | BMW S 1000 RR         | Superstock                             |
| Karl Harris             | Brite           | 34         | 03.06.2014  | Isle of Man TT                                   | Snaefell Mountain Course               | Rennen          | Kawasaki ZX-10R       | Superstock                             |
| Enrico Becker           | Deutscher       | 31         | 12.07.2014  | Seitenwagen-Weltmeisterschaft                    | Sachsenring                            | Training        | LCR-Suzuki            | Gespann (Beifahrer)                    |
| Enrico Sonnenberg       | Deutscher       | 35         | 29.05.2015  | 94. Teterower Bergringrennen                     | Teterower Bergring                     | Rennen          | unbekannt             | Bahnsport (500 cm³)                    |
| Daniel Rivas Fernández  | Spanier         | 27         | 19.07.2015  | MotoAmerica Superbike                            | Laguna Seca Raceway                    | Rennen          | BMW S 1000 RR         | Superbike / Superstock                 |
| Bernat Martínez         | Spanier         | 35         | 19.07.2015  | MotoAmerica Superbike                            | Laguna Seca Raceway                    | Rennen          | Yamaha YZF-R 1        | Superbike / Superstock                 |
| Berto Camlek            | Slowene         | 45         | 09.08.2015  | Alpe Adria Meisterschaft                         | Hungaroring                            | Rennen          | Yamaha                | Superbike                              |
| Jonas Hähle             | Deutscher       | 15         | 22.08.2015  | ADAC Junior Cup                                  | Motorsport Arena Oschersleben          | Rennen          | KTM RC 390            | Supersport                             |
| Luis Salom              | Spanier         | 25         | 03.06.2016  | Großer Preis von Katalonien                      | Circuit de Barcelona-Catalunya         | Training        | Kalex                 | Moto2                                  |
| Anthony Delhalle        | Franzose        | 35         | 09.03.2017  | Testfahrt                                        | Circuit Paul Armagnac                  | Testfahrt       | Suzuki GSX-R 1000     | FIM Endurance World Championship       |
| Daniel Hegarty          | Brite           | 31         | 19.11.2017  | Macau Grand Prix                                 | Guia Circuit                           | Rennen          | Honda CBR1000RR       | Superbike                              |
| Dan Kneen               | Isle of Man     | 30         | 30.05.2018  | Isle of Man TT                                   | Snaefell Mountain Course               | Training        | BMW S 1000 RR         | Superbike                              |
| William Dunlop          | Nordire         | 32         | 08.07.2018  | Skerries 100                                     |                                        | Training        | Yamaha YZF-R 1        | Superbike                              |
| James Cowton            | Brite           | 26         | 13.07.2018  | Southern 100                                     | Billown Circuit                        | Rennen          | Kawasaki Ninja ZX-6 R | Supersport                             |
| Daley Mathison          | Brite           | 27         | 03.06.2019  | Isle of Man TT                                   | Snaefell Mountain Course               | Rennen          | BMW S 1000 RR         | Superbike                              |
| Dennis Lippert          | Deutscher       | 23         | 11.06.2019  | Deutsche Straßenmeisterschaft                    | Motorsport Arena Oschersleben          | Rennen          | Yamaha YZF-R 6        | Supersport                             |
| Paulo Gonçalves         | Portugiese      | 40         | 12.01.2020  | Rallye Dakar                                     |                                        | Rennen          | Hero 450 Rally        | Rallye Raid                            |
| Jason Dupasquier        | Schweizer       | 19         | 30.05.2021  | Großer Preis von Italien                         | Mugello                                | Training        | KTM                   | Moto3                                  |
| Hugo Millán             | Spanier         | 14         | 25.07.2021  | European Talent Cup                              | Aragón                                 | Rennen          | Honda                 | Moto3                                  |
| Dean Berta Viñales      | Spanier         | 15         | 25.09.2021  | Supersport-300-Weltmeisterschaft                 | Jerez                                  | Rennen          | Yamaha                | Supersport 300                         |
| Jakub Gurecký           | Tscheche        | 16         | 07.02.2022  |                                                  | Indoor-Kart-Halle in Martin (Slowakei) | Testfahrt       | unbekannt             | Pocket Bike                            |
| Leon Langstädtler       | Deutscher       | 24         | 23.09.2022  | IDM                                              | Hockenheimring Baden-Württemberg       | Training        | BMW                   | Superbike                              |
| Victor Steeman          | Niederländer    | 22         | 11.10.2022  | Supersport-300-Weltmeisterschaft                 | Autódromo Internacional do Algarve     | Rennen          | Kawasaki              | Supersport 300                         |

## Sonstige Unglücke
| Name                     | Alter      | Nationalität  | Sterbedatum   | Ereignis                   |
| ------------------------ | ---------- | ------------- | ------------- | -------------------------- |
| Giosuè Giuppone          | 31         | Italiener     | 16.09.1910    | Unfall in einem Rennwagen  |
| Biagio Nazzaro           | 32         | Italiener     | 15.07.1922    | Unfall in einem Rennwagen  |
| Guido Mentasti           | 27 oder 28 | Italiener     | 06.04.1925    | Verkehrsunfall             |
| Mario Saetti             | unbekannt  | Italiener     | 15.05.1927    | Unfall in einem Rennwagen  |
| Willi Henkelmann         | 29         | Deutscher     | 02.07.1928    | Verkehrsunfall             |
| Luigi Arcangeli          | 29         | Italiener     | 23.05.1931    | Unfall in einem Rennwagen  |
| Amedeo Ruggeri           | 43         | Italiener     | 07.12.1932    | Unfall in einem Rennwagen  |
| Oskar Steinbach          | 23         | Deutscher     | 10.03.1937    | Verkehrsunfall             |
| Bernd Rosemeyer          | 28         | Deutscher     | 28.01.1938    | Unfall bei Rekordversuchen |
| Eric Fernihough          | 33         | Brite         | 23.04.1938    | Unfall bei Rekordversuchen |
| Giordano Aldrighetti     | 34         | Italiener     | 12.08.1939    | Unfall in einem Rennwagen  |
| Ernst Günther Burggaller | 43         | Deutscher     | 02.02.1940    | Flugzeugabsturz            |
| Walter Bäumer            | 32         | Deutscher     | 29.06.1941    | Verkehrsunfall             |
| Wal Handley              | 38         | Brite         | 15.11.1941    | Flugzeugabsturz            |
| Ted Mellors              | 39         | Brite         | 07.06.1946    | Vergiftung                 |
| Leopold Dirtl            | 57         | Österreicher  | 05.04.1948    | Verkehrsunfall             |
| Ralph Roese              | 49         | Deutscher     | 08.02.1950    | Verkehrsunfall             |
| Renato Magi              | 38         | Italiener     | 17.04.1951    | Unfall bei Rekordversuchen |
| Georges Cordey           | unbekannt  | Schweizer     | 03.05.1952    | Verkehrsunfall             |
| Gustav Adolf Baumm       | 34         | Deutscher     | 23.05.1955    | Demonstrationsfahrt        |
| Alberto Ascari           | 36         | Italiener     | 26.05.1955    | Unfall in einem Rennwagen  |
| Georg Thumshirn          | 61         | Deutscher     | 22.08.1955    | Verkehrsunfall             |
| Benoît Musy              | 38         | Schweizer     | 07.10.1956    | Unfall in einem Rennwagen  |
| Louis Rosier             | 50         | Franzose      | 29.10.1956    | Unfall in einem Rennwagen  |
| Werner Haas              | 29         | Deutscher     | 13.11.1956    | Flugzeugabsturz            |
| Jean Behra               | 38         | Franzose      | 01.08.1959    | Unfall in einem Rennwagen  |
| Libero Liberati          | 35         | Italiener     | 05.03.1962    | Verkehrsunfall             |
| Gary Hocking             | 25         | Rhodesier     | 21.12.1962    | Unfall in einem Rennwagen  |
| Stanislav Malina         | 38         | Tscheche      | 06.11.1964    | Verkehrsunfall             |
| Manfred Schiek           | 29         | Deutscher     | 11.09.1965    | Verkehrsunfall             |
| Dieter Krumpholz         | 25         | DDR           | 22.04.1966    | Verkehrsunfall             |
| Bob Anderson             | 36         | Brite         | 14.08.1967    | Unfall in einem Rennwagen  |
| Jorge Kissling           | 28         | Argentinier   | 28.04.1968    | Unfall in einem Rennwagen  |
| Peter Uhlig              | 31         | DDR           | 01.09.1971    | Verkehrsunfall             |
| Jo Siffert               | 35         | Schweizer     | 24.10.1971    | Unfall in einem Rennwagen  |
| Dave Simmonds            | 32         | Brite         | 23.10.1972    | Brand                      |
| Reg Armstrong            | 52         | Brite         | 24.11.1972    | Verkehrsunfall             |
| Ken Redfern              | unbekannt  | Brite         | 30.05.1973    | Verkehrsunfall             |
| Werner Pfirter           | 26         | Schweizer     | 24.09.1973    | Verkehrsunfall             |
| Aldo Nannini             | unbekannt  | Venezolaner   | 05.11.1977    | Verkehrsunfall             |
| Patrick Depailler        | 35         | Franzose      | 01.08.1980    | Unfall in einem Rennwagen  |
| Mike Hailwood            | 40         | Brite         | 23.03.1981    | Verkehrsunfall             |
| Jules Tacheny            | 77         | Belgier       | 16.07.1984    | Verkehrsunfall             |
| Dale Singleton           | 30         | US-Amerikaner | 01.09.1985    | Flugzeugabsturz            |
| Paul Rimmelzwaan         | 31         | Niederländer  | 26.10.1985    | Verkehrsunfall             |
| Jean-Claude Guénard      | 47         | Franzose      | 23.08.1987    | Motorbootunfall            |
| Marco Gentile            | 30         | Italiener     | 19.11.1989    | Unfall in einem Rennwagen  |
| Werner Salevsky          | 51         | Deutscher     | 07.03.1991    | Verkehrsunfall             |
| Hans-Jürgen Hummel       | 50         | Österreicher  | 06.02.1995    | unbekannt                  |
| Gregg Hansford           | 42         | Australier    | 05.03.1995    | Unfall in einem Rennwagen  |
| Juan López Mella         | 30         | Spanier       | 10.05.1995    | Verkehrsunfall             |
| Max Wiener               | 49         | Österreicher  | 07.01.1996    | Verkehrsunfall             |
| Herbert Besendörfer      | 39         | Deutscher     | 26.08.1996    | Verkehrsunfall             |
| Sven Seidel              | 36         | Deutscher     | November 1998 | Verkehrsunfall             |
| Marco Papa               | 41         | Italiener     | 09.09.1999    | Verkehrsunfall             |
| Bahattin Sofuoğlu        | 24         | Türke         | 25.10.2002    | Verkehrsunfall             |
| Steve Hislop             | 41         | Brite         | 30.07.2003    | Hubschrauberabsturz        |
| Noriyasu Numata          | 41         | Japaner       | 04.09.2007    | Verkehrsunfall             |
| Norick Abe               | 32         | Japaner       | 07.10.2007    | Verkehrsunfall             |
| Baldassarre Monti        | 47         | Italiener     | 20.11.2008    | Verkehrsunfall             |
| Thomas Bourgin           | 26         | Franzose      | 10.01.2013    | Verkehrsunfall             |
| Jean-Claude Olivier      | 67         | Franzose      | 12.01.2013    | Verkehrsunfall             |
| Joan Garriga             | 52         | Spanier       | 27.08.2015    | Verkehrsunfall             |
| Nicky Hayden             | 35         | US-Amerikaner | 22.05.2017    | Verkehrsunfall             |
| Patrick Heß              | 48         | Deutscher     | 10.05.2018    | Verkehrsunfall             |
| Stefano Bianco           | 34         | Italiener     | 11.03.2020    | Verkehrsunfall             |
| Paul Smart               | 78         | Brite         | 27.10.2021    | Verkehrsunfall             |
| Jason Aguilar            | 25         | US-Amerikaner | 08.02.2022    | Mountainbikeunfall         |

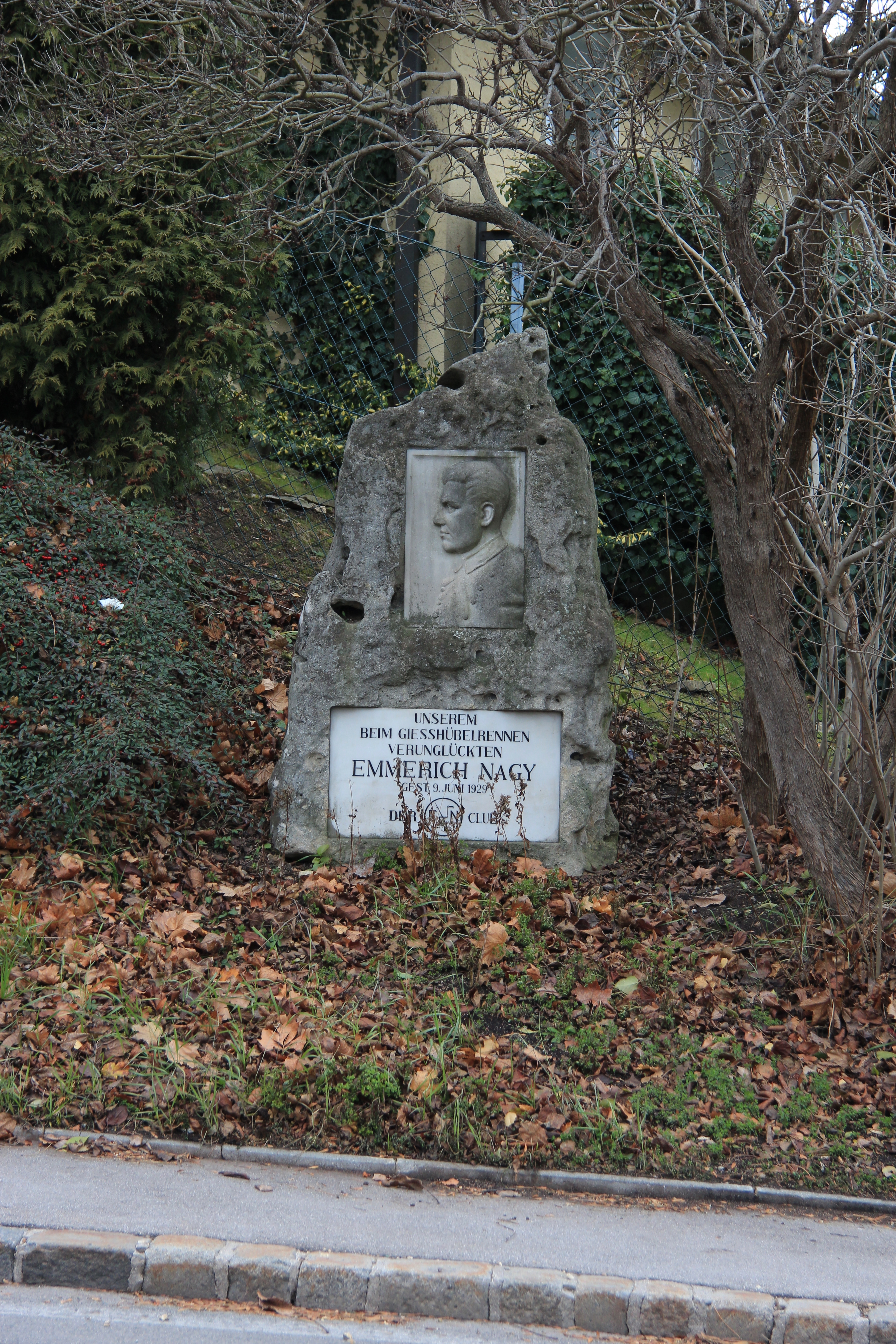
Gedenkstein für Emmerich Nagy († 1929) in Maria Enzersdorf
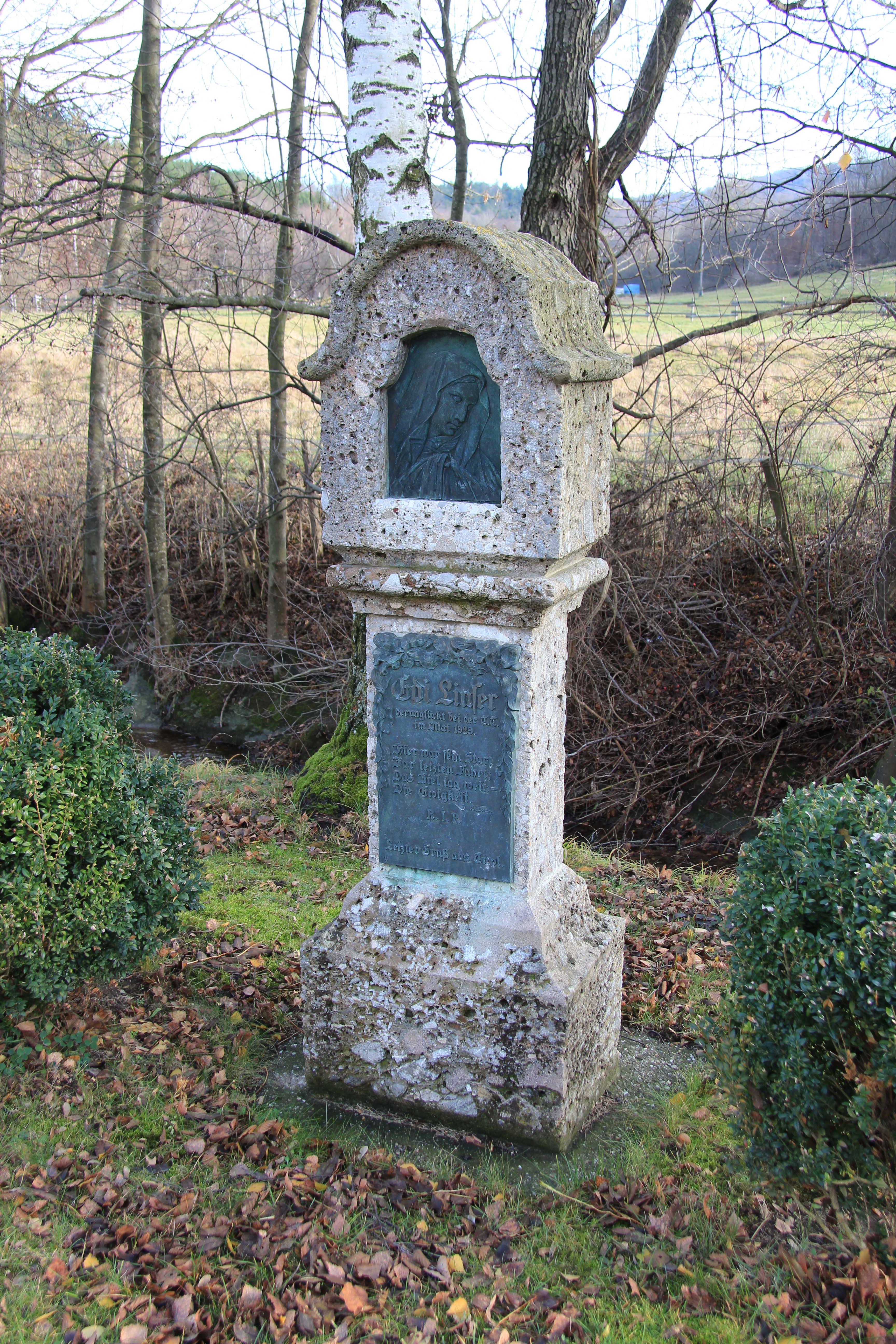
Gedenkstein für Edi Linser († 1929) in Wolfsgraben
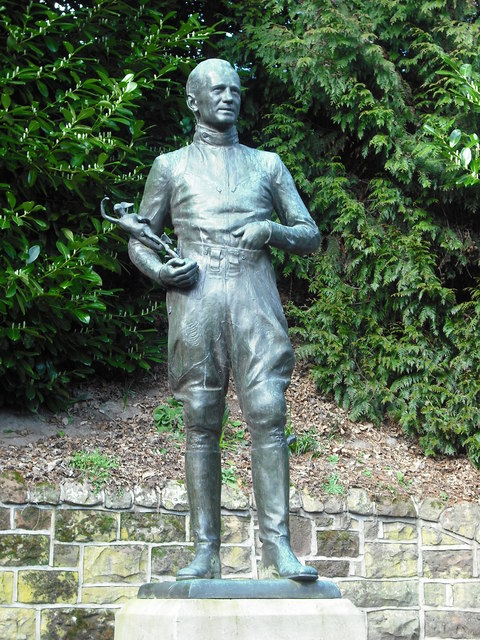
Denkmal für Jimmie Guthrie († 1937) in seiner Heimatstadt Hawick
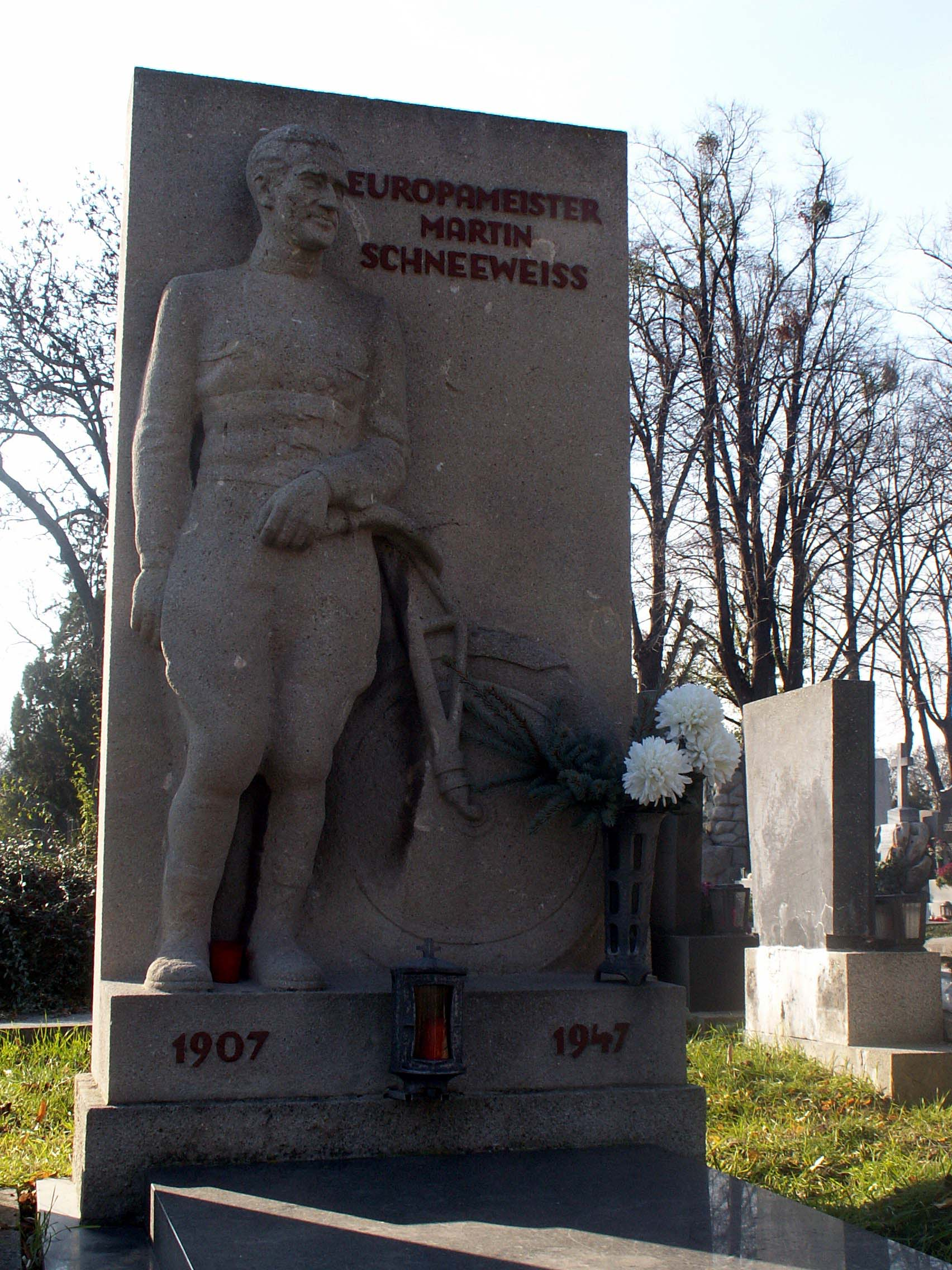
Grabstein von Martin Schneeweiss († 1947) auf dem Wiener Zentralfriedhof
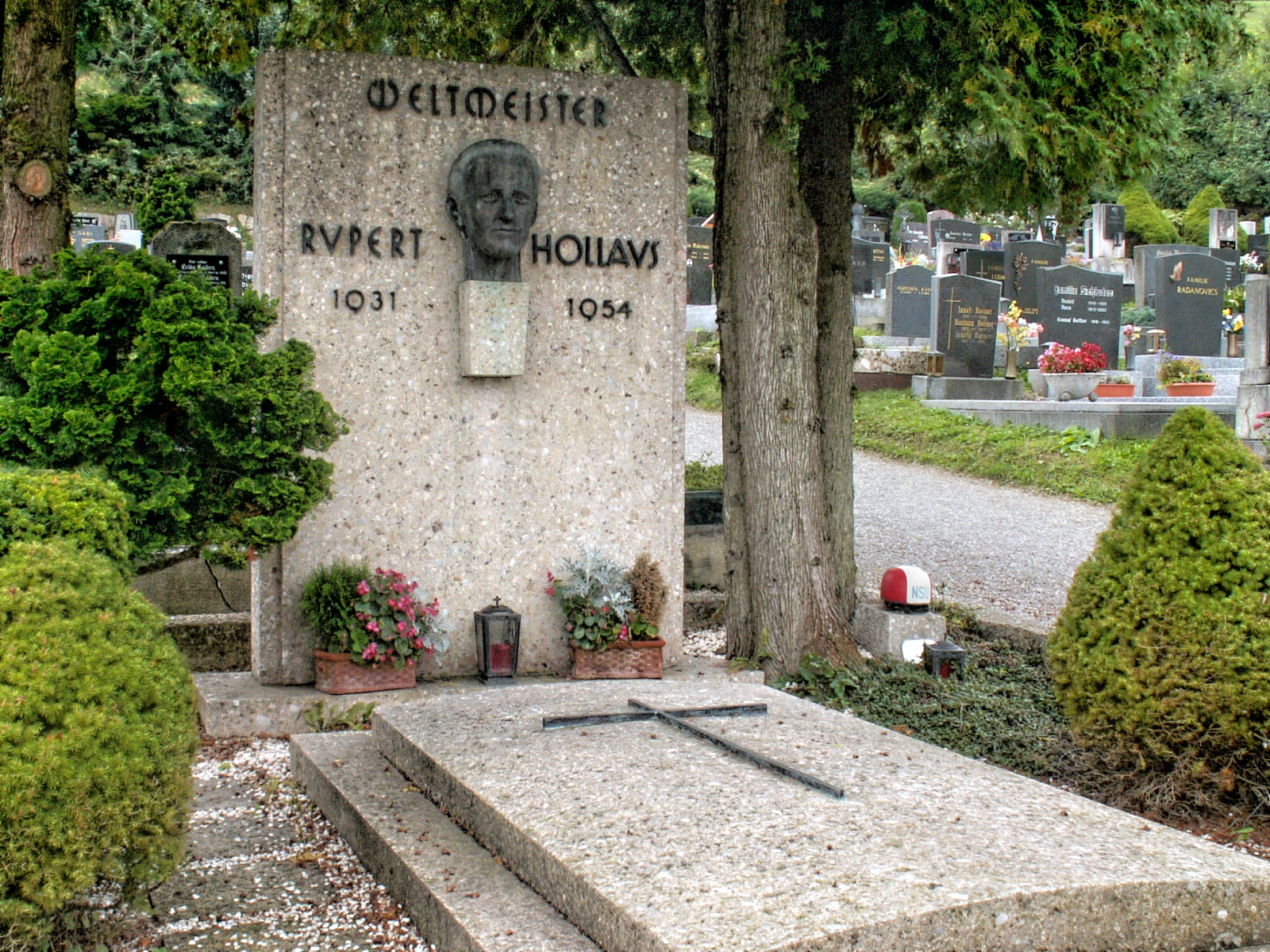
Grab von Rupert Hollaus († 1954) am Ortsfriedhof in Traisen
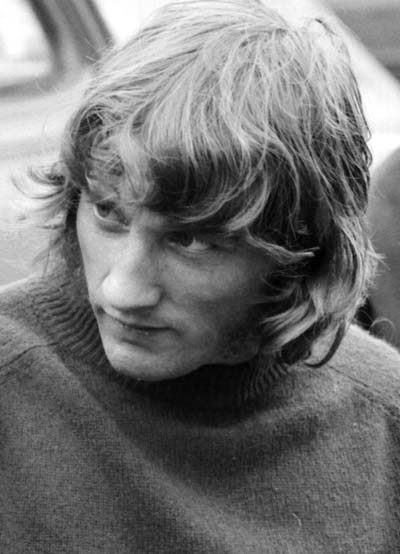
Bill Ivy († 1969)
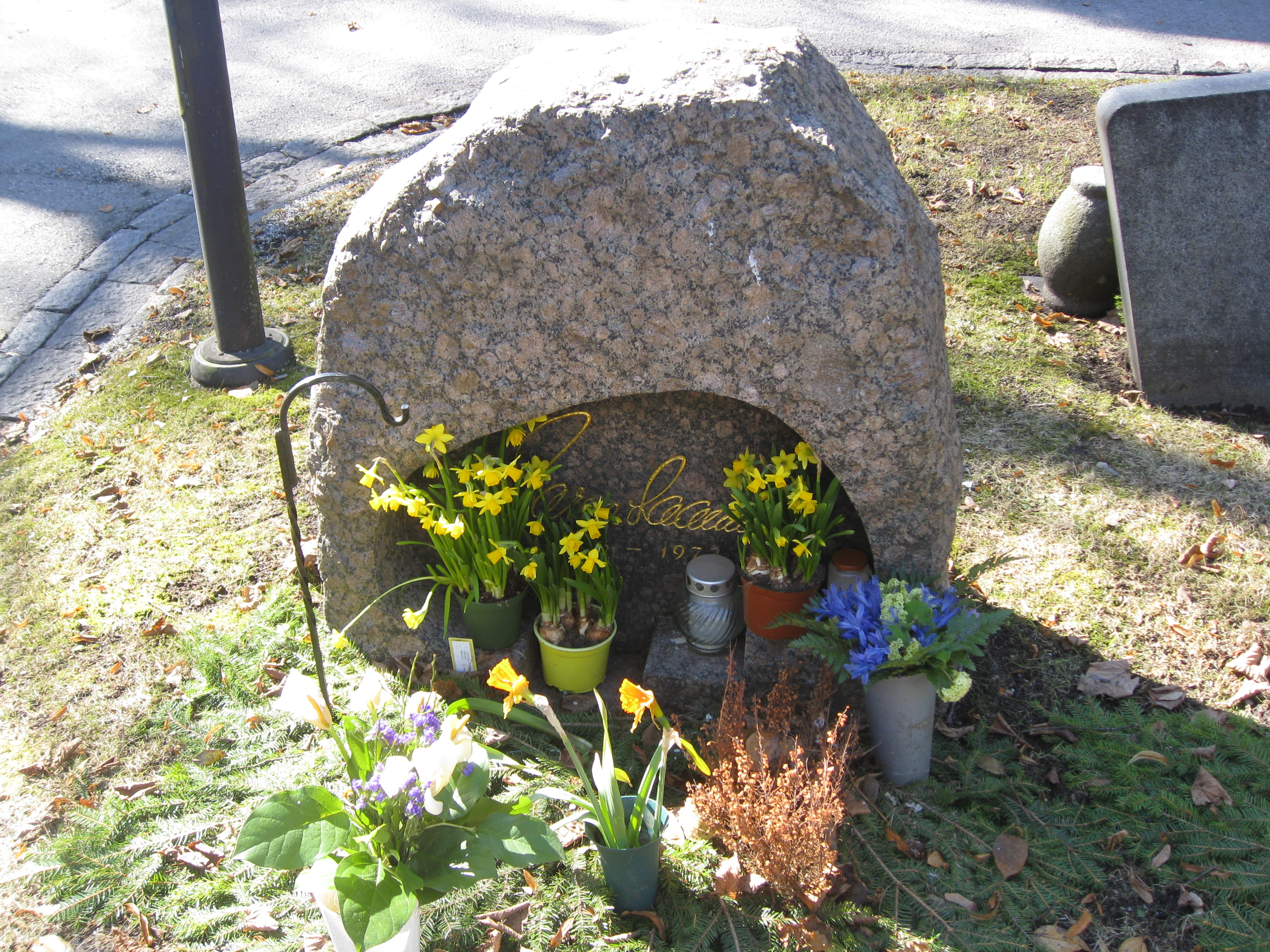
Jarno Saarinens († 1973) Grabstein in Turku
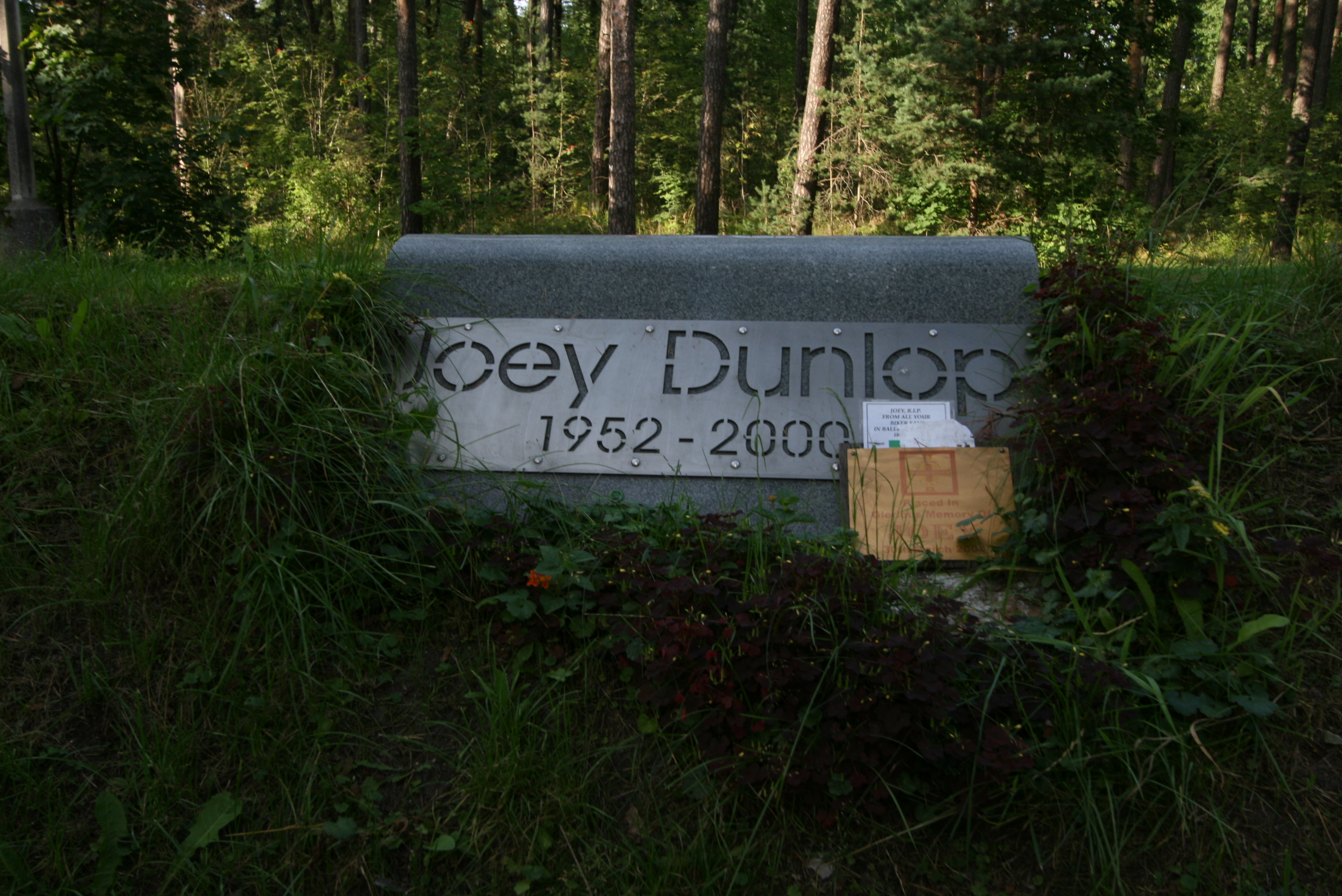
Gedenkstein für Joey Dunlop († 2000) an der Unglücksstelle in Pirita-Kose-Kloostrimetsa
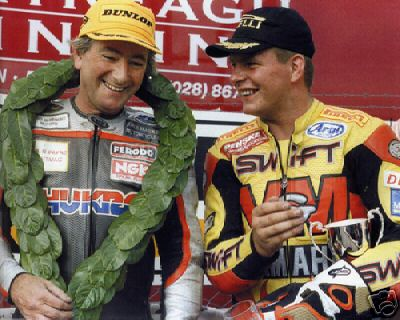
David Jefferies († 2003) zusammen mit Joey Dunlop (l.; † 2000)
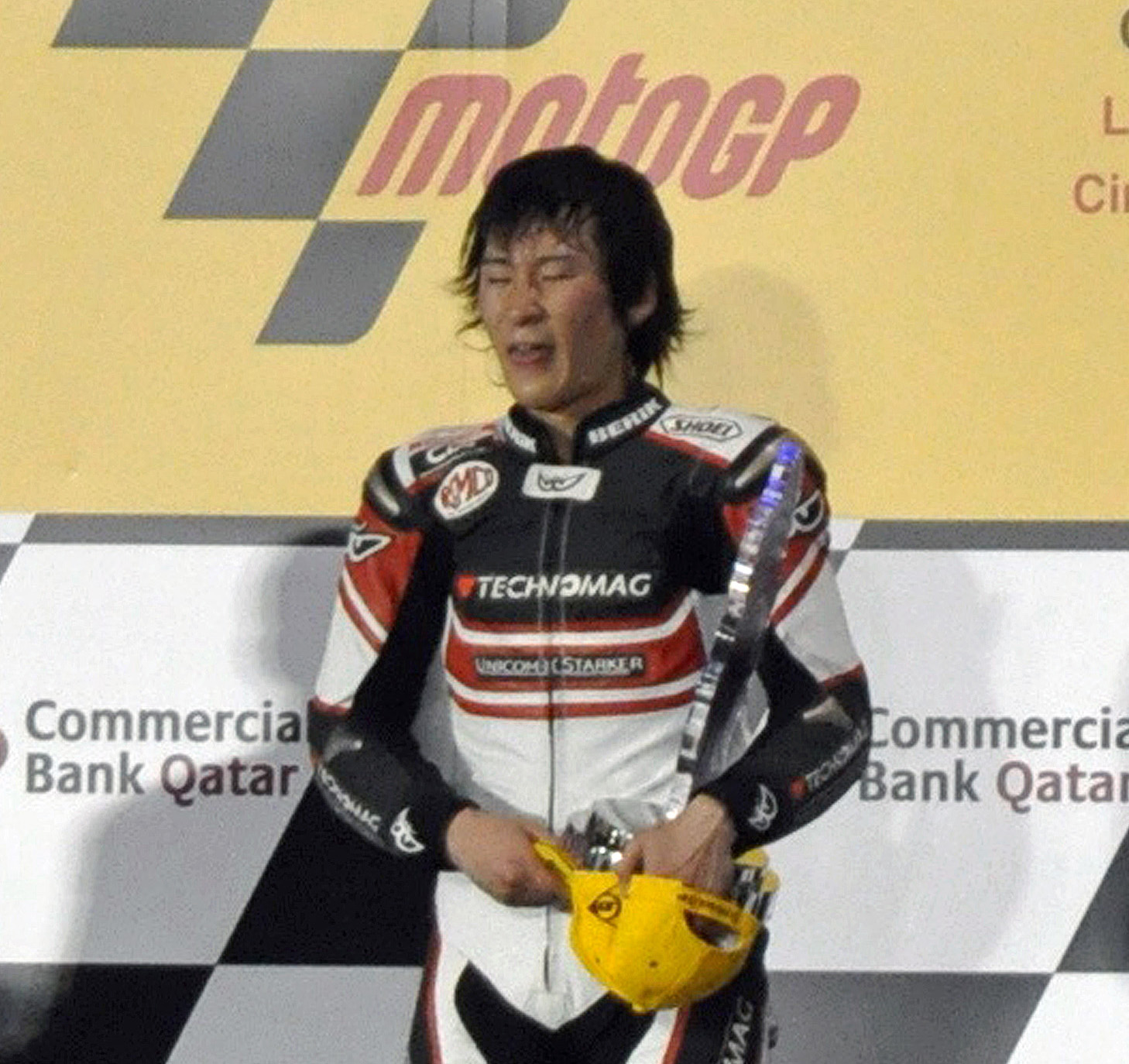
Shōya Tomizawa († 2010) nach seinem Sieg beim Großen Preis von Katar 2010
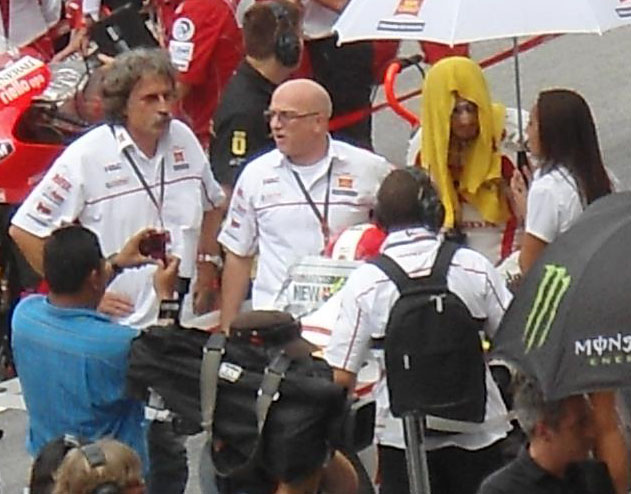
Marco Simoncelli († 2011) kurz vor seinem letzten Rennen